# Esperantinópolis
Esperantinópolis là một đô thị thuộc bang Maranhão, Brasil. Đô thị này có diện tích 480,943 km², dân số năm 2007 là 18439 người, mật độ 38,34 người/km².